# Hollandale (Wisconsin)
Hollandale – wieś w Stanach Zjednoczonych, w stanie Wisconsin, w hrabstwie Iowa.